# Gozdawa (województwo mazowieckie)
Gozdawa – wieś sołecka w Polsce położona w województwie mazowieckim, w powiecie lipskim, w gminie Sienno.
W latach 1954–1959 wieś należała i była siedzibą władz gromady Gozdawa, po jej zniesieniu w gromadzie Krępa Kościelna. W latach 1975–1998 miejscowość administracyjnie należała do województwa radomskiego.
Wieś jest siedzibą rzymskokatolickiej parafii Matki Boskiej Częstochowskiej. W kościele znajduje się zabytkowy ołtarz poniemiecki z oryginalnymi zdobieniami oraz napisem w języku niemieckim. Gozdawa po wojnie została zasiedlona przez Polaków "zza Buga" 